# ʻAtā

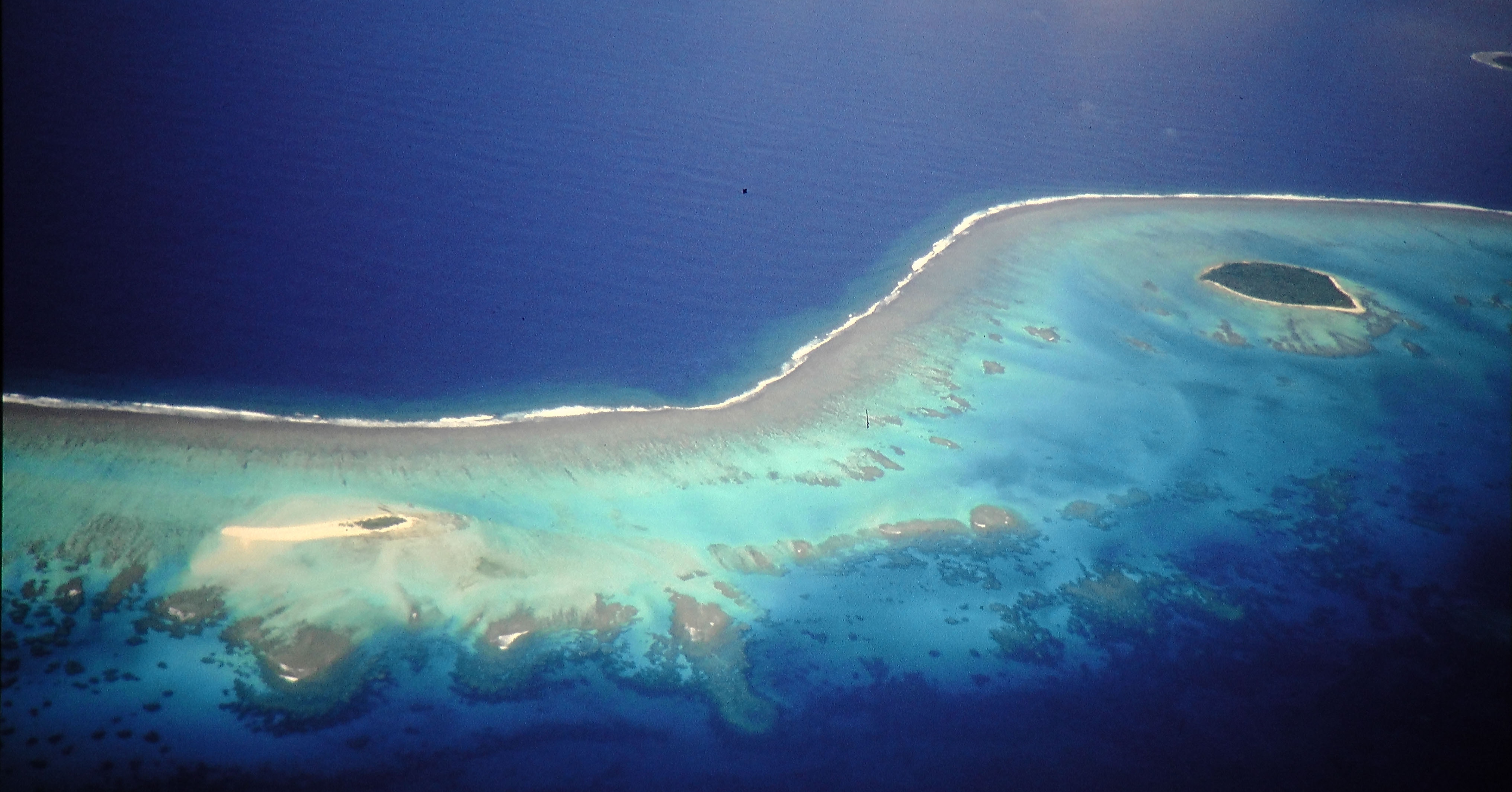
Ảnh chụp từ trên không của đảo ʻAtā, ở góc trên cùng bên phải.

ʻAtā là một hòn đảo nhỏ trong nhóm đảo Tongatapu của Tonga. Hòn đảo đã được sử dụng từ năm 2001 như một nhà tù mở cho tội phạm người Tonga, đặc biệt là những người ở độ tuổi vị thành niên. Năm 2002, có bảy tù nhân trên đảo, họ trồng khoai mỡ, dừa, sắn và chuối để trang trải chi phí.